# 布季夫卡 (科明捷爾尼夫西克區)
46°45′47″N 31°2′19″E / 46.76306°N 31.03861°E
布蒂夫卡（烏克蘭語：Бутівка）是位於烏克蘭西南部的村莊，由敖德萨州敖德萨区的維濟爾卡市鎮負責管轄。該村始建於1944年，面積0.22平方公里，海拔高度33米，2001年人口128，人口密度每平方公里581.82人。